# Man (ostrov)
Man (také Mann, v manštině Mannin) je ostrov ležící v Irském moři mezi ostrovy Velká Británie a Irsko, součást Britských ostrovů. Nachází se mezi Walesem, Anglií, Skotskem, Severním Irskem a Irskem. Jeho rozloha činí 572 km² (rozměry přibližně 48×16 km), žije zde přibližně 83 tisíc obyvatel.
Ostrov je samosprávným britským korunním závislým územím (British Crown Dependency) Ostrov Man (anglicky Isle of Man, mansky Ellan Vannin), jehož součástí je i několik malých ostrůvků v jeho blízkosti. Korunní závislé území má rozlohu 574 km² a není součástí Spojeného království Velké Británie a Severního Irska. Jeho správním střediskem je hlavní město Douglas.

## Historie
Vikingové (anglicky Norsemen) osídlili ostrov Man na konci 8. století. V roce 1079 vytvořil vikinsko-galský dobyvatel Godred Crovan, který již byl vládcem Království dublinského (Kingdom of Dublin), tzv. Království Mann a Ostrovů (Kingdom of Mann and the Isles). Jeho hlavní město se nacházelo na ostrově Svatého Patricka (ostrov Man) a král sídlil na hradě Peel (Peel Castle). K tomuto království patřily kromě ostrova Man také další ostrovy na jihozápad od Skotska. Existovalo v této podobě do roku 1164, kdy bylo rozděleno na samostatné Království Man a Království Ostrovů.
Godred Crovan, na ostrově známý jako král Orry nebo Gorry, zemřel v roce 1095 na mor. Zanechal po sobě tři syny, jejichž jména byla Lagmann, Olaf I. a Harald. Lagmann se postavil proti Haraldovi a nechal jej oslepit. Potomci Lagmanna a Olafa I. vládli pak nad královstvím až do doby, kdy se ho zmocnil jistý Somerled. Rod tohoto muže vládl až do roku 1265, kdy se ostrova Man zmocnil skotský král Alexandr III. Ještě v roce 1275 se Godred VI., syn posledního krále malé ostrovní říše, pokoušel vrátit se na její trůn.
Království Mann a Ostrovů bylo po staletí vikinské nadvlády formálně součástí Norského království. V roce 1266 odstoupil norský král Magnus VI. na základě smlouvy z Perthu všechny tyto ostrovy připadly Skotsku. Roku 1284 ustanovil Alexandr III. hlavu rodu (klanu) Macdonaldů Anguse Macdonalda (zvaného též Aonghas Mór) pánem Ostrova Man a Vnějších Hebrid. Vůdcové klanu Macdonaldů po další dvě staletí vystupovali jako téměř nezávislí vládci a velmi často se stavěli proti skotskému králi. Ve 14. století vznikly spory Anglie a Skotska o ostrov Man. Po období střídavé nadvlády jedné nebo druhé země přešel ostrov v roce 1399 definitivně pod anglickou kontrolu (v podobě tzv. feudal lordship anglické koruny). V důsledku státoprávních změn a vzniku Velké Británie je ostrov Man od roku 1765 britským závislým územím.
V průběhu obou světových válek si Británie na ostrově Man zřídila cizinecké internační tábory.
Většina území ostrova Man – oblast o rozloze 457 000 ha – byla v roce 2016 zařazena mezi biosférické rezervace UNESCO.

## Symboly
Ostrov Man, závislé území Spojeného království, užívá vedle britských symbolů i své vlastní.

### Vlajka
Vlajka Ostrova Man, nazývaná trinacria, je tvořena červeným listem o poměru stran 1:2. Uprostřed je trojnožka (triskelion) ze štítu znaku.

### Znak
Znak Ostrova Man je tvořen červeným štítem, ve kterém je stříbrná trojnožka – tři spojené pokrčené stříbrné nohy, vějířovitě položené a otočené špičkami chodidel ve směru pohybu hodinových ručiček. Nohy jsou zlatě zdobené a se zlatými ostruhami. Klenotem je britská imperiální koruna, štítonoši jsou (heraldicky) vpravo sokol stěhovavý a vlevo krkavec. Pod štítem je bílá, dvakrát přeložená, hnědě podšitá stuha s latinským mottem „QUOCUNQUE JECERIS STABIT“ (česky Kamkoli ji hodíš, bude stát).

### Hymna
Hymna ostrova Man je píseň Arrane Ashoonagh dy Vannin (česky Národní manská hymna). Byla zkomponována Williamem Henry Gillem a teprve později Johnem Kneenen přeložena do manštiny. Anglický název hymny zní O Land of Our Birth (česky O zemi našeho narození).

## Geografie
Ostrov Man je částí Britských ostrovů, které leží severozápadně od evropské pevniny. Ostrov leží v Irském moři, přibližně uprostřed mezi Anglií, Skotskem a Severním Irskem.
Ostrov je dlouhý asi 52 km a široký 22 km.
Kopce na severu a jihu jsou rozpůleny údolím uprostřed. Úplný sever je výjimečně plochý, tvořený glaciálními depozity. Nejvyšší hora Snaefell je vysoká 621 metrů. Podle legendy je z jejího vrcholu možné vidět šest království: bývalé království Man, království skotské, anglické, irské, waleské a království nebeské. Některé verze ještě přidávají sedmé království – království mořské (resp. království Neptunovo).

## Obyvatelstvo
Ostrov Man má asi 80 tisíc obyvatel (80 058 dle cenzu z roku 2006), z nichž přibližně 26 tisíc (26 218 dle cenzu z roku 2006) žije v hlavním městě Douglas). Hustota obyvatel je 140 obyvatel na čtvereční kilometr. Poslední rodilý mluvčí, hovořící manštinou, sice zemřel v r. 1974, v poslední době je však jazyk znovu vyučován.

## Hospodářství
Chov dobytka (ovce, skot, drůbež), rybolov, turistický ruch (325 tisíc návštěvníků v roce 1990).

## Vláda

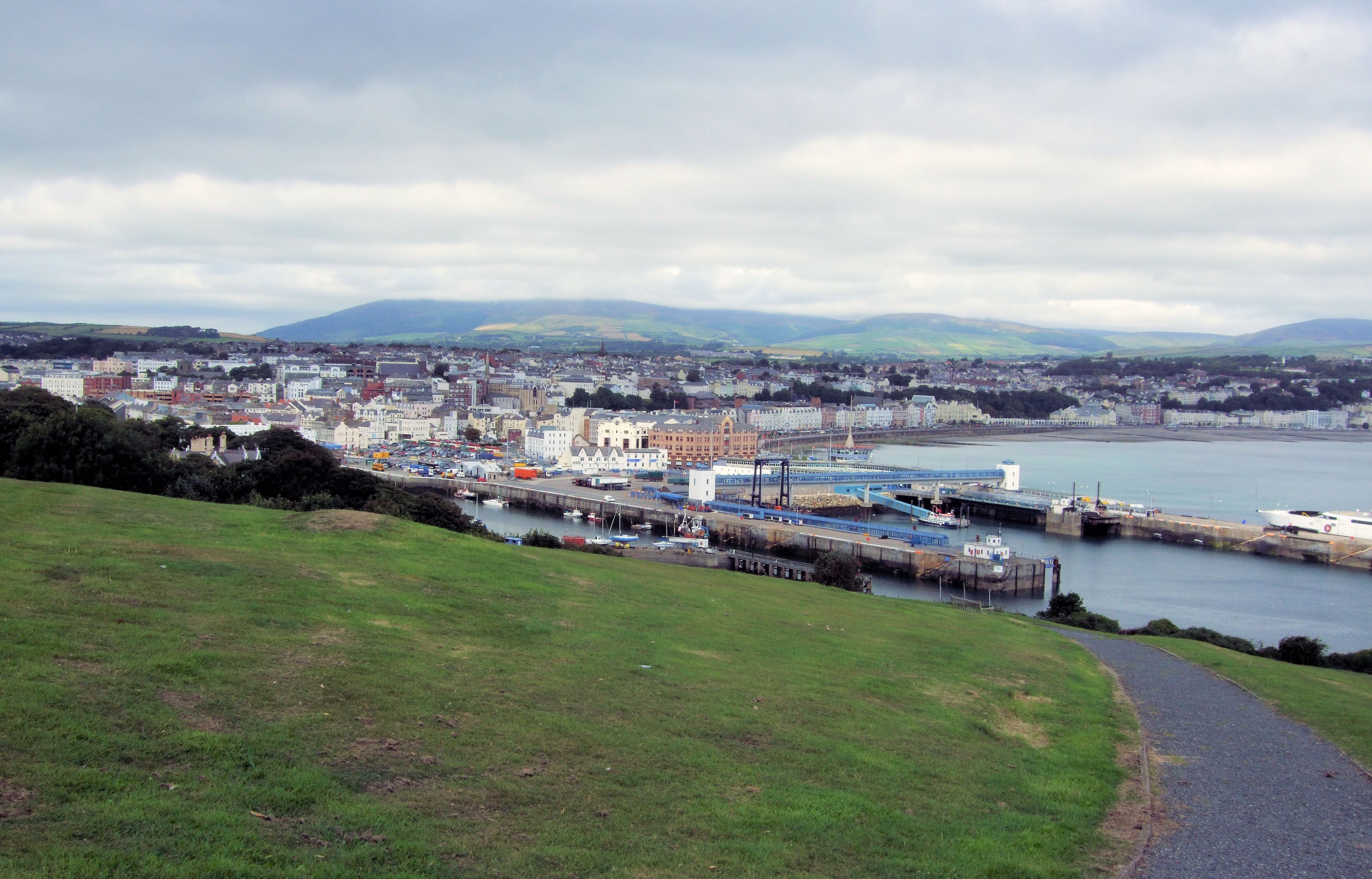
Pohled z Douglas Head

Ostrov Man je samosprávné závislé území britské koruny. Má vlastní měnu (manská libra), zákony a parlament s rozsáhlou autonomií. Hlavou státu je pán Manu (Lord of Mann), kterým je od roku 1765 britský panovník, v současnosti král Karel III.  Panovníka reprezentuje na ostrově guvernér (Lieutenant Governor). Spojené království je zodpovědné za obranu ostrova, mezinárodní zastupování a „dobrou správu“. Parlament ostrova, nazývaný Tynwald, má pravomoci prakticky nad všemi domácími záležitostmi.

### Tynwald
Tynwald, parlament ostrova Man, založený v roce 979, je považován za nejstarší nepřetržitě existující parlament na světě. Každoroční slavnostní shromáždění, které se koná v červenci, je na ostrově národním dnem. Schůze se stále koná na kopci Tynwald Hill. Při ní je podán krátký přehled zákonů a opatření přijatých za uplynulý rok. Zákony a opatření se čtou v manštině.
Parlament je dvoukomorový a skládá se z House of Keys (přímo volený) a Legislative Council (členové jsou buď voleni nepřímo, nebo jmenováni). Tyto dva orgány se setkávají na společných schůzích jako Tynwald.
Exekutiva je vykonávána Radou ministrů, která je vytvořena ze členů Tynwaldu.

## Zajímavosti

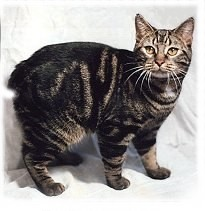
Manská bezocasá kočka

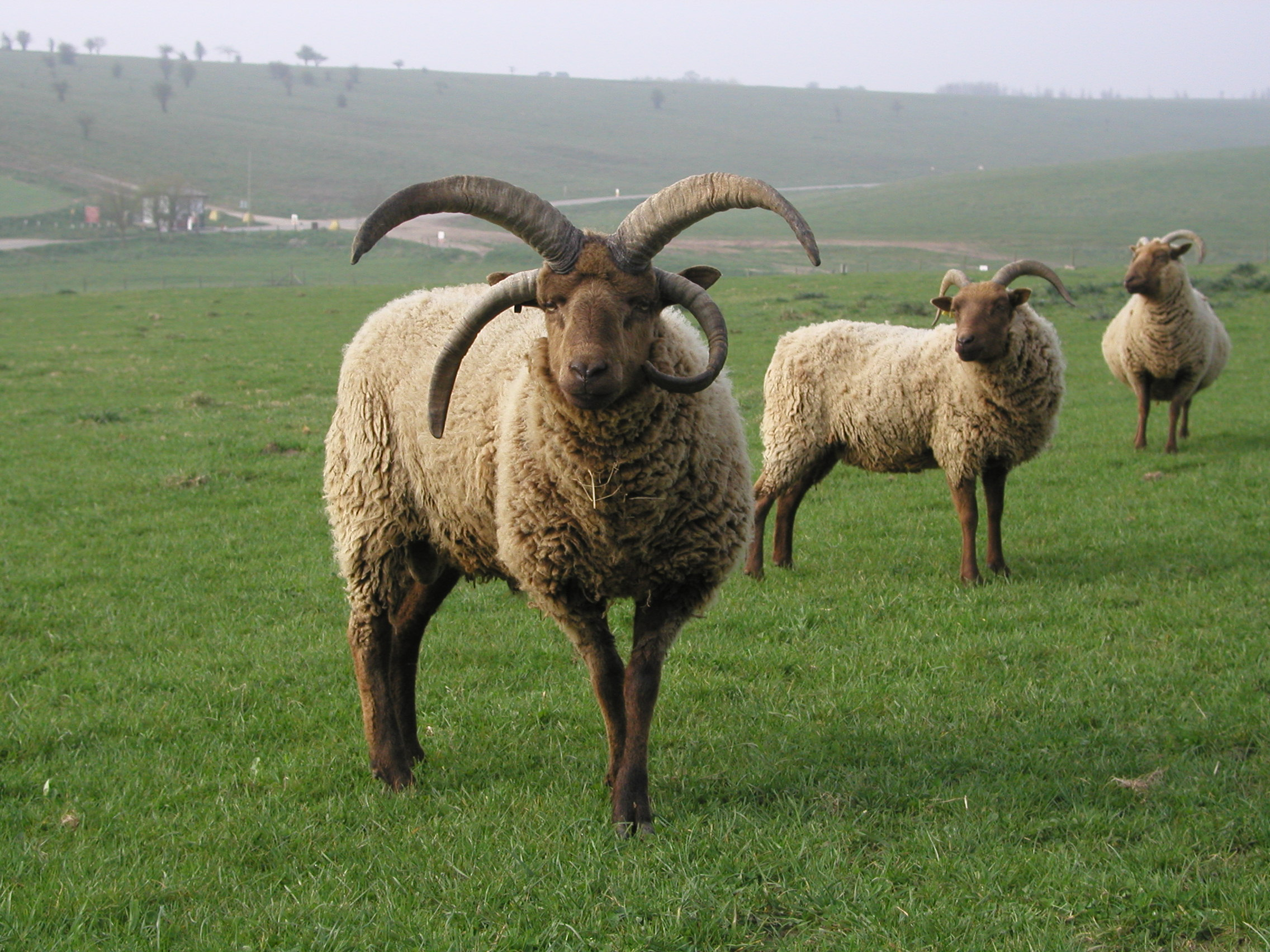
Ovčí plemeno Manský loaghtan

Na silnicích ostrova Man je mimo obce neomezená rychlost pro všechna motorová vozidla. To je jeden z důvodů, proč si tento ostrov vybíral štáb BBC k natáčení populárního pořadu Top Gear. Bývalý hlavní představitel tohoto pořadu Jeremy Clarkson si jej vybral jako místo svého trvalého bydliště.
Od roku 1907 se zde koná TT-Tourist Trophy, závod silničních motocyklů charakteristický přírodním okruhem tvořeným běžnými silnicemi o celkové délce 37,73 mil (60 km). Vysoké rychlosti s průměrem až 210 km/h a charakter silnic činí tento závod velmi nebezpečným. Doposud bylo více než 260 obětí na životech. Závodu se účastní také čeští jezdci, v minulosti např. František Šťastný nebo Václav Parus, pak třeba Michal Dokoupil (v roce 2023 se jako první Čech dostal do první desítky v kategorii Supertwin), či Kamil Holán (v roce 2016 se s časem na kolo 18:07 stal nejrychlejším Čechem v historii této soutěže a v roce 2018 se jako první Čech dostal do první dvacítky). Pro příznivce motocyklového sportu jde o kultovní podnik označovaný jako nejstarší a nejnebezpečnější závod na světě.
Z ostrova Man pocházejí Barry, Robin a Maurice Gibbovi ze skupiny Bee Gees a také známý silniční profesionální cyklista Mark Cavendish.
Na ostrově Man žijí bezocasé kočky a Loaghtanské ovce, které mají 2, 4 nebo někdy i 6 rohů.